# 曹壹
曹 壹（そう いつ、生没年不詳）は、中国三国時代の魏の皇族。祖父は曹操。父は曹林。子は曹恒。

## 生涯
兄の曹賛は、叔父の西郷侯曹玹の跡を継いでいたが早逝したため、皇帝曹丕の命で曹壹がその跡を継いだ。
黄初2年（221年）に済陽侯、黄初4年（223年）に済陽公に封じられた。
没後は悼公と諡され、子の曹恒が後を継いだ。曹恒は景初・正元・景元年間に何度も加増され、併せて1900戸を領した。